# Cheriton, Kent
Cheriton är en stadsdel Folkestone, i civil parish Folkestone, i distriktet Folkestone and Hythe, i grevskapet Kent, i England. Orten hade 13 519 invånare år 2021. Cheriton var en civil parish fram till 1934 när blev den en del av Folkestone och Hythe. Civil parish hade 8 089 invånare år 1931. Cheriton var ett distrikt 1898–1934 när blev den en del av Folkestone och Hythe.